# Cinnamomum glanduliferum
Cinnamomum glanduliferum là loài thực vật có hoa trong họ Nguyệt quế. Loài này được (Wall.) Meisn. miêu tả khoa học đầu tiên năm 1864.